# Im Netz der Schwarzen Spinne
Im Netz der Schwarzen Spinne (Originaltitel: Superman), auch Tod der Schwarzen Spinne, ist ein 1948 in den Vereinigten Staaten von Amerika erschienenes, fünfzehnteiliges Schwarz-weiß-Serial über die gleichnamige Comicfigur von DC Comics.

## Handlung
Superman wird von seinen leiblichen Eltern in einer ferngesteuerten Rakete zur Erde geschickt, gerade als sein Herkunftsplanet Krypton explodiert. Er wird später von einem Farmerehapaar, das ihn fand, als Clark Kent aufgezogen. Sie entdecken, dass er große Kräfte hat und fliegen kann, und schicken ihn los, damit er Hilfsbedürftige unterstützt. Nachdem die Pflegeeltern des fortan wegen seiner Superkräfte „Superman“ genannten Mannes gestorben sind, begibt sich der „Mann aus Stahl“ unter dem Deckmantel von Clark Kent in die Stadt Metropolis und schließt sich als Journalist der Zeitung Daily Planet an, um am Puls der Nachrichten zu sein, da er dadurch Zugang zu vielen Informationen hat. Bald darauf entdeckt Superman, dass seine Schwäche Kryptonit ist.
Wann immer Notfälle auftreten, reagiert er in seiner Geheimidentität als Superman. Er bekommt es u. a. mit der Verbrecherin Spider Lady zu tun, die mit ihrer Gangsterbande nach der Weltherrschaft trachtet und versucht Superman mit einer Kryponit-Waffe auszuschalten. Die „Schwarze Spinne“ versucht auch in den Besitz eines Strahlenprojektors zu kommen und nimmt dessen Erfinder, den Wissenschaftler Dr. Graham, gefangen, der schließlich von Superman wieder befreit werden kann.

## Teile
Die Handlung wurde in 15 Abschnitten präsentiert:
1. Superman Comes To Earth
2. Depths Of The Earth
3. The Reducer Ray
4. Man Of Steel
5. A Job For Superman
6. Superman In Danger
7. Into The Electric Furnace
8. Superman To The Rescue
9. Irresistible Force
10. Between Two Fires
11. Superman’s Dilemma
12. Blast In The Depths
13. Hurled To Destruction
14. Superman At Bay
15. The Payoff

## Produktion und Veröffentlichung
Republic Pictures versuchte zweimal, eine Superman-Serie zu produzieren. Der erste Versuch wurde durch Mysterious Doctor Satan (1940, deutsch Die Rache der kupfernen Schlange; Regisseur: John English) ersetzt, als die Lizenzverhandlungen mit dem Superman-Verlag National Comics (später DC Comics) scheiterten. Ein zweiter Versuch wurde für eine Veröffentlichung im Jahr 1941 angekündigt; aber diesmal brachten zwei Hindernisse die Produktion zum Scheitern: National Comics bestand auf der absoluten Kontrolle über das Drehbuch und die Produktion, und die Rechte an Superman waren bereits für die Paramount-Zeichentrickserie belegt.
Sam Katzman erwarb 1947 die Rechte für eine Realverfilmung. Er versuchte, sie an Universal zu verkaufen, aber dort produzierte man keine Serials mehr. Er versuchte auch, an Republic Pictures zu verkaufen, aber dort herrschte die Ansicht vor, dass man einen übermächtigen fliegenden Helden nicht verfilmen könne – obwohl dies bereits 1941 mit Adventures of Captain Marvel erfolgreich war. Generell wollte Republic keine Rechte für Verfilmungen aufkaufen. Schließlich war Katzmann bei Columbia erfolgreich. Die Regie übernahmen Spencer Bennet und Thomas Carr, die Drehbücher schrieben George H. Plympton und Joseph F. Poland. Für die Kameraführung war Ira H. Morgan verantwortlich, für den Schnitt Earl Turner. Die künstlerische Leitung lag bei Paul Palmentola.
Für die Hauptrolle engagierte Katzman Kirk Alyn, nachdem er Fotos verschiedener Kandidaten durchgesehen hatte. Zunächst gab es noch Probleme, die Zustimmung von Whitney Ellsworth, den Vertreter von National Comics, zu erhalten, da Alyn mit einem Schnurrbart bei seinem ersten Vorstellungsgespräch noch einen schlechten Eindruck hinterließ. Diese anfänglichen Vorbehalte wurden schließlich überwunden und Alyn bekam die Titelrolle. In der Werbung für den Film behauptete Columbia, man habe für Superman keinen Darsteller gefunden und die Rolle übernehme Superman selbst, Alyn lediglich die Rolle von Clark Kent. Das Kostüm Supermans war nicht, wie in den Comics, Blau und Rot, sondern Grau und Braun, da sich dies auf dem Schwarzweißfilm besser ablichten ließ. Die bis dahin unbekannte Schauspielerin Noel Neill hatte mit der Rolle der Lois Lane ihre Debütchance.
Das Serial wurde ab dem 15. Juli 1948 in den USA gezeigt. Noch im gleichen Jahr startete es in Brasilien, in den Folgejahren dann in Mexiko, Australien, Portugal, Schweden, Dänemark und Uruguay.